# Melles
Melles (em occitano:  Mèles) é uma comuna francesa na região administrativa da Occitânia, no departamento do Alto Garona. Estende-se por uma área de 45.32 km², com 91 habitantes, segundo o censo de 2018, com uma densidade de 2.0 hab/km².